# Terreinafscheiding Tolstraat

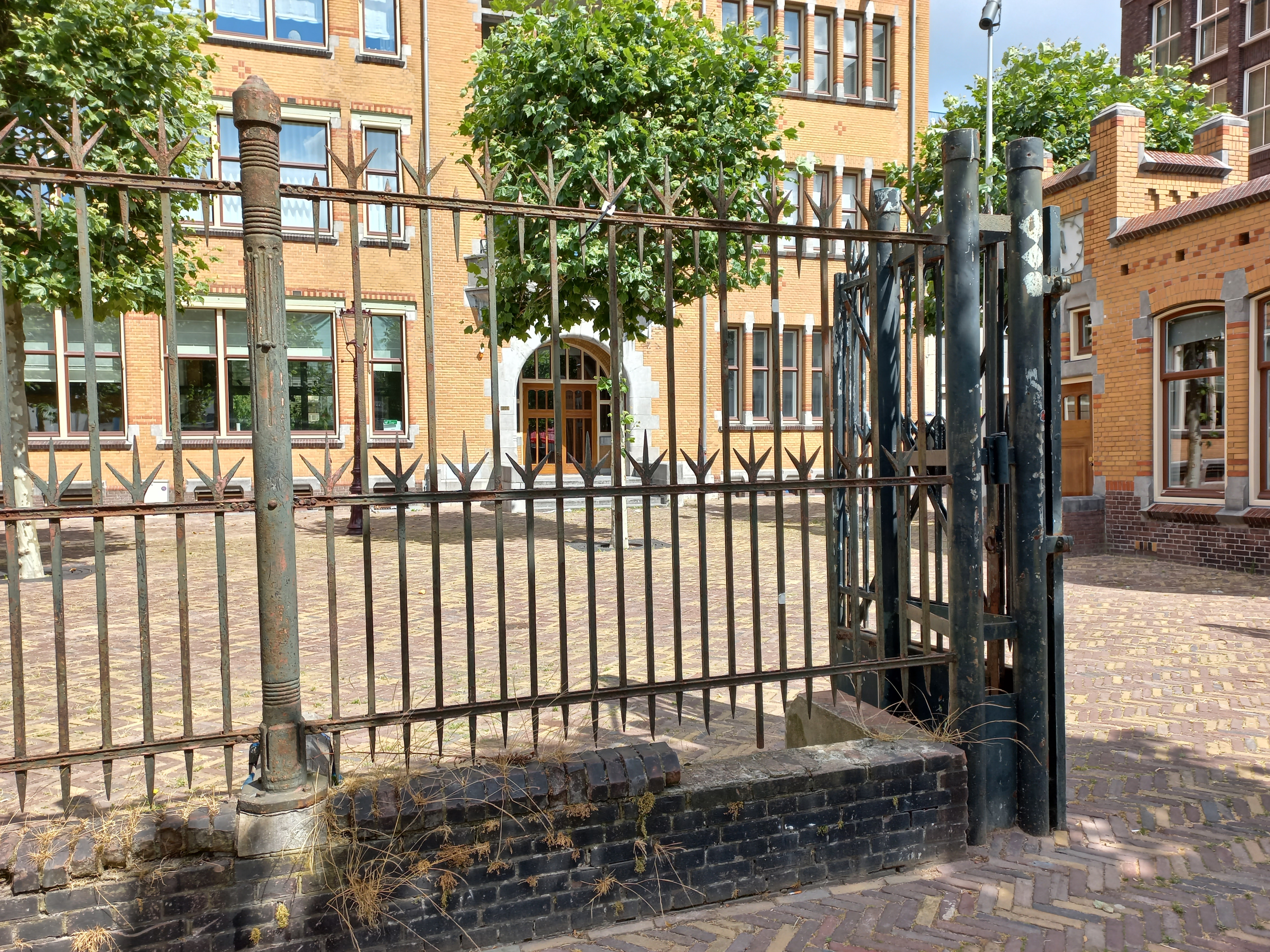
Hekwerk met poort nabij voormalige portiersloge (juli 2023)

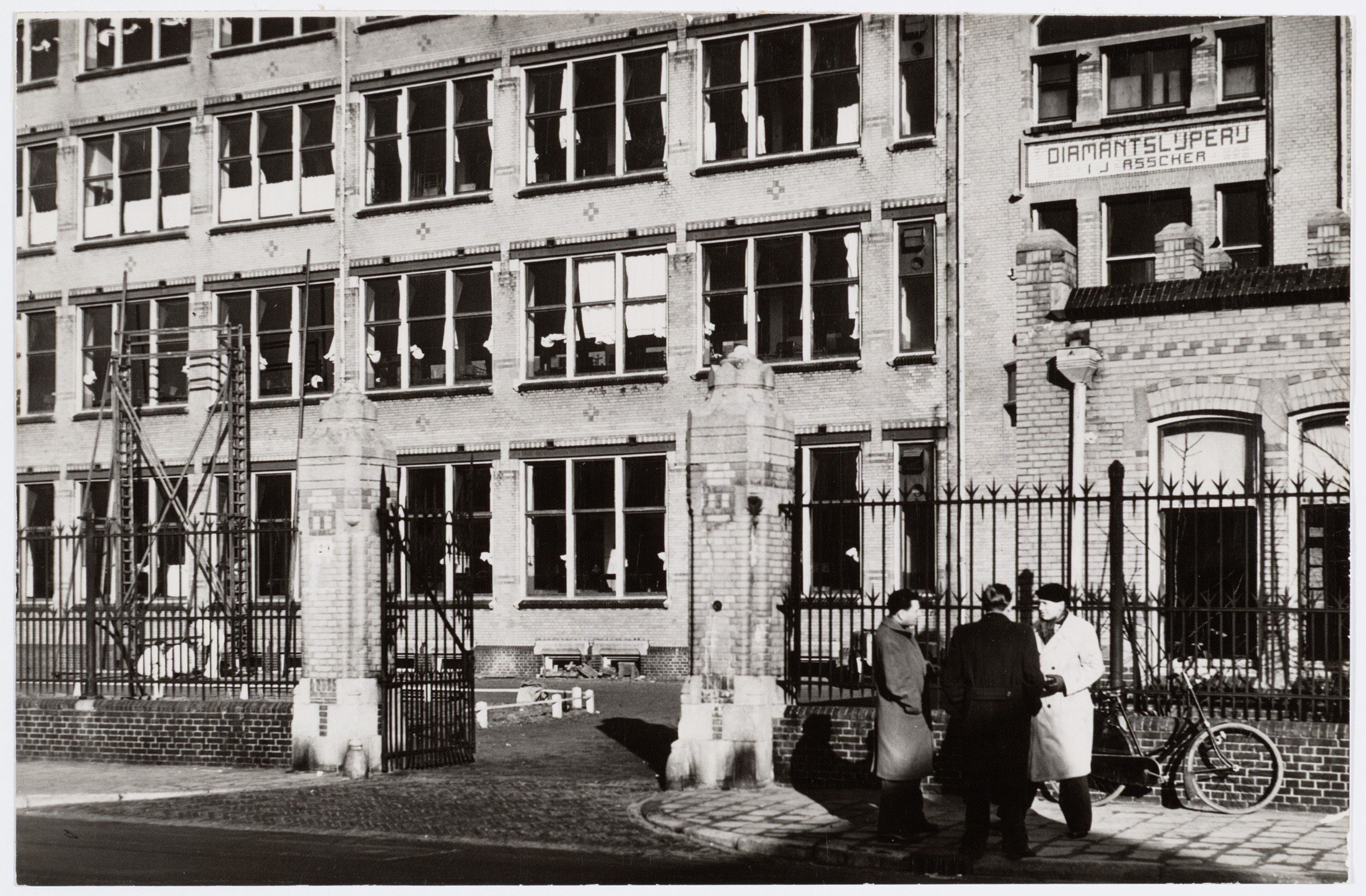
Poort met bekroning (1955)

De Terreinafscheiding Tolstraat is een hekwerk aan de noordelijke gevelwand van de Tolstraat in Amsterdam-Zuid.
Deze terreinafscheiding werd rond 1907 neergezet om de begrenzing aan te geven wat nog openbaar gebied was in de Tolstraat en wat het fabrieksterrein was van Koninklijke Asscher Diamant Maatschappij (toen nog niet koninklijk) was. Overigens was aan de andere zijde van het hek alleen de straat te zien; bebouwing kwam pas weer later. Het hekwerk bestaat uit een stenen onderlaag met daarop staande metalen kolommen waartussen metalen hekwerken zijn geplaatst. Het geheel heeft drie doorgangen met dubbele deuren naar het complex; een nabij de voormalige portiersloge (Tolstraat 203), één voor de westelijke vleugel als ook één in de noordwesthoek van het perceel (ingang Dora Tamanaplein). Hekwerken en deuren zijn opgebouwd uit traliewerken bijeen gehouden door drie horizontale verbanden. Op de middelste en bovenste liggers zijn driepuntige objecten gezet, vermoedelijk tegen over- en doorklimmen. Het hekwerk wordt overeind gehouden door diagonaal geplaatste trekstangen op gemetselde voetstukken.
Het hekwerk werd op 23 december 2004 opgenomen in het rijksmonumentenregister (nr. 527802) als onderdeel van het totale complex (nr. 527799). Het heeft volgens dat register een historisch-functioneel belang binnen het totaalpakket.
Of het hekwerk ook ontworpen is door centraal architect Gerrit van Arkel is niet bekend. In het verleden waren de dubbele deuren opgehangen aan stenen kolommen met een bekroning, behalve die aan de Rustenburgerdwarsstraat. Ze zouden tussen 1955 en 1978 verwijderd zijn.